# René Le Bègue (photographe)
Pour les articles homonymes, voir Le Bègue.
Ne doit pas être confondu avec René Le Bègue.
René Le Bègue (9 septembre 1856, Paris - 15 mai 1914, Paris) est un photographe français.

## Biographie
Fils de l'architecte Alfred Le Bègue et de Catherine Rose Stéphanie Lefaix, son épouse, René Frédéric Alfred Le Bègue naît à Paris en 1856. Son frère Stephan Le Bègue deviendra architecte.
René Le Bègue est un des membres fondateurs du Photo-club de Paris en 1888. En 1894, il est le premier photographe français à être accepté à The Linked Ring (en).

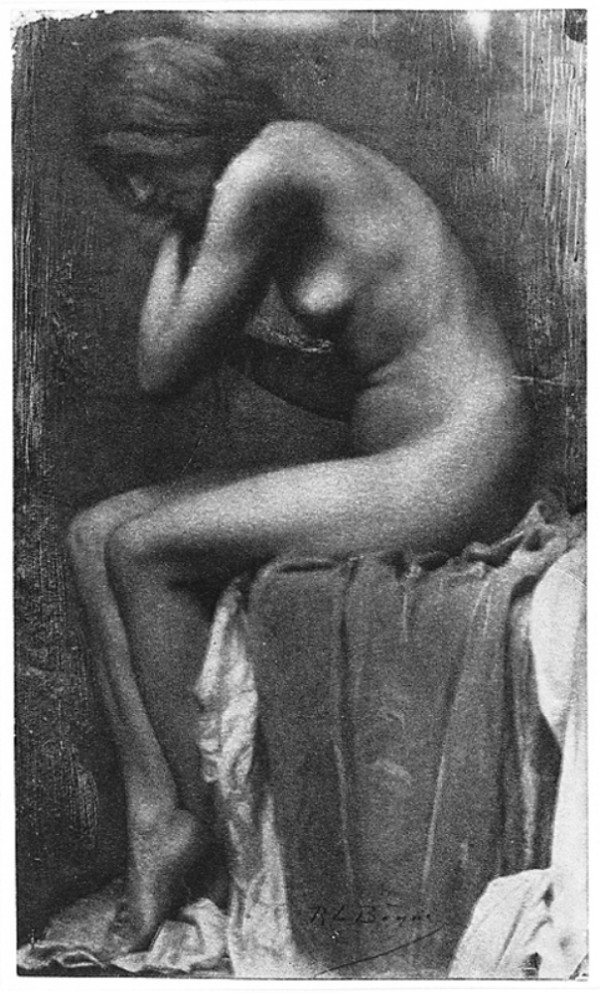
René Le Bègue - Académie, 1902.

À partir de 1894, les œuvres de Le Bègue participent à diverses expositions en France.
En 1898, lui et son neveu Paul Bergon, également photographe, achètent l'île d'Herblay et l'utilisent comme studio photographique en plein air. Les paysages occupés par la végétation sauvage deviennent ainsi le décor de leurs clichés, souvent représentant des nus féminins et des thématiques de l'antiquité classique.
Au premier trimestre de 1906, ses œuvres sont exposées à la Galerie 291 d'Alfred Stieglitz à New York. De plus, certaines de ses photographies ont été publiées dans des revues contemporaines bien connues, telles que Camera Notes ou Die Kunst der Fotografie.
Deux de ses photos se trouvent dans Camera Work, numéro d'octobre 1906. Avec Paul Bergon, Robert Demachy et Constant Puyo, également membres du Photo-club, il a illustré le livre Costume d'atelier en 1892. De plus, avec son neveu, il a publié le livre Le Nu et le Drapé en plein air en 1898. Ses photographies ont également été utilisées pour illustrer d'autres livres.
Il meurt à son domicile parisien, au no 40 de la rue de Bruxelles. Il est inhumé trois jours plus tard au cimetière du Montparnasse (division 22).

## Publications
- avec Paul Bergon : Art photographique. Le nu et le drapé en plein air, Paris, Charles Mendel, 1898, 45 p., illustré de photographies.